# アレックス・ヘイリー

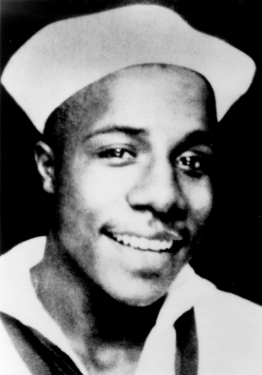

アレクサンダー・パーマー・ヘイリー（Alexander Palmer Haley, 1921年8月11日 - 1992年2月10日）は、アフリカ系アメリカ人作家。その著書である『ルーツ』によって有名である。

## 経歴
ニューヨーク州イサカにて出生する。父親は大学で農業を教える教員であった。同年、一家はアメリカ南部テネシー州ヘニングに転居し、ヘイリーはそこで五年間を過ごした。母親は小学校教師であったが、彼が10歳の時に死去している。
1939年5月24日、ヘイリーはアメリカ沿岸警備隊に入隊した。やがて、当時黒人でもなれた数少ない階級であった三等兵曹（Petty Officer Third Class）に昇進した。第二次世界大戦後、ヘイリーは広報部門へ転属願を申請し、許可されてジャーナリズムの世界へ入る。1949年には一等兵曹に昇進、後に兵曹長（Chief Petty Officer）まで昇進し、1959年に退役するまでその階級にあった。彼はアメリカ沿岸警備隊のチーフ・ジャーナリストを務め、退役後はリーダーズ・ダイジェストの編集主幹となった。また彼は1965年に口述を筆記する手法で、マルコムXの自叙伝を著作した。
彼の名を世に知らしめた代表作『ルーツ』（原題：Roots: The Saga of an American Family）は、彼自身の一族の来歴をたどった歴史小説である。西アフリカのガンビアで生まれ、1767年に奴隷狩りに捕らえられ、アメリカ合衆国に奴隷として売られた、ヘイリーの曽曽曽曽祖父であるクンタ・キンテと、その子孫たち数代の軌跡を描く。ヘイリーは『ルーツ』の執筆に12年を費やした。『ルーツ』は全米ベストセラーとなり、ノンフィクション部門のピューリツァー賞とスピンガーン賞を受賞する。続いて1977年にテレビドラマ化された。
しかし「ルーツ」は完全なドキュメンタリーではなく、一部に創作された内容も含んでいる。ヘイリーは『ルーツ』および『マルコムX 自叙伝』において、事実を事実として述べず、小説として構成したことで論議を呼んだ。マルコムXの家族およびネイション・オブ・イスラム教団は、ヘイリーが『マルコムX 自叙伝』で史実の一部を歪曲したとして非難している。著者ヘイリーは「ルーツ」を、「ファクト」（事実）と「フィクション」を合わせた「ファクション」だと述べている。
一方、「ルーツ」については盗作部分があるとの異議が何度か提出されている。ヘイリーはある訴訟でハロルド・クーランダーの『The African』の一節を盗用したことを認め、50,000ドルを支払うことで和解した。1988年にはマーガレット・ウォーカーが『ルーツ』は彼女の小説『Jubilee』を盗用したものだと訴えたが、これは裁判所に却下された。
さらにヘイリーは『PLAYBOY』誌で行った幾つかのインタビューでも有名である。同じ黒人である マイルス・デイヴィスへのインタビューで、人種差別に関する質問を臆することなく行っているのは特筆される。
1980年代末、彼は黒人奴隷と白人の主人の間に生まれた自らの祖母・クイーンを主人公に二作目の歴史小説の執筆を始めた。ヘイリーは1987年にカリフォルニア州ビバリーヒルズから故郷のテネシー州へ転居したが、1992年2月10日、シアトルのスウェディッシュ病院医療センターで心臓発作のため死去した。
未完となった二作目は、彼の依頼によってデービッド・スティーヴンズの手で完成し、アレックス・ヘイリー著『クイーン』として刊行された。同作は1993年に映画化された。

## その他
1999年7月10日にアメリカ沿岸警備隊は、海軍から移管されたイーデントン級救難艦一番艦のイーデントンを彼にちなんでアレックス・ヘイリーと改名した。

## 主な著書
- 『マルコムX自伝』 - The Autobiography of Malcolm X（1965年）
- 『ルーツ』 - Roots: The Saga of an American Family（1976年）
- A Different Kind of Christmas（1988年）
- 『クイーン』 - Alex Haley's Queen: The Story of an American Family（1993年、completed by David Stevens after Haley's death）
- Mama Flora's Family（1998年、completed by David Stevens after Haley's death）